# San Juan Ixtapalapa
San Juan Ixtapalapa är en ort i Mexiko.   Den ligger i kommunen La Yesca och delstaten Nayarit, i den centrala delen av landet, 600 km väster om huvudstaden Mexico City. San Juan Ixtapalapa ligger 1 779 meter över havet och antalet invånare är 117.
Terrängen runt San Juan Ixtapalapa är kuperad. Runt San Juan Ixtapalapa är det mycket glesbefolkat, med 3 invånare per kvadratkilometer. Närmaste större samhälle är Apozolco, 18,8 km öster om San Juan Ixtapalapa. I omgivningarna runt San Juan Ixtapalapa växer huvudsakligen savannskog.